# Antliarhinus zamiae
Antliarhinus zamiae (лат.) — вид жуков из семейства длиннотелов (Brentidae), распространённый в центральной и южной Африке.

## Описание
Тело сильно удлинённое, уплощённое сверху. Окраска буро-коричневая. Ноги с оранжеватым оттенком. Голова вытянута в головотрубку (представляет собой вытянутый передний конец головы, на конце которого находятся грызущие челюсти-мандибулы), длина которой в два раза длиннее остального тела и у самок достигает 20 мм, что делает его самым длинным (в пропорциональном отношении) органом такого типа среди всех ныне существующих жуков. Надкрылья узкие и длинные. Ноги тонкие. Усики нитевидные.

## Биология

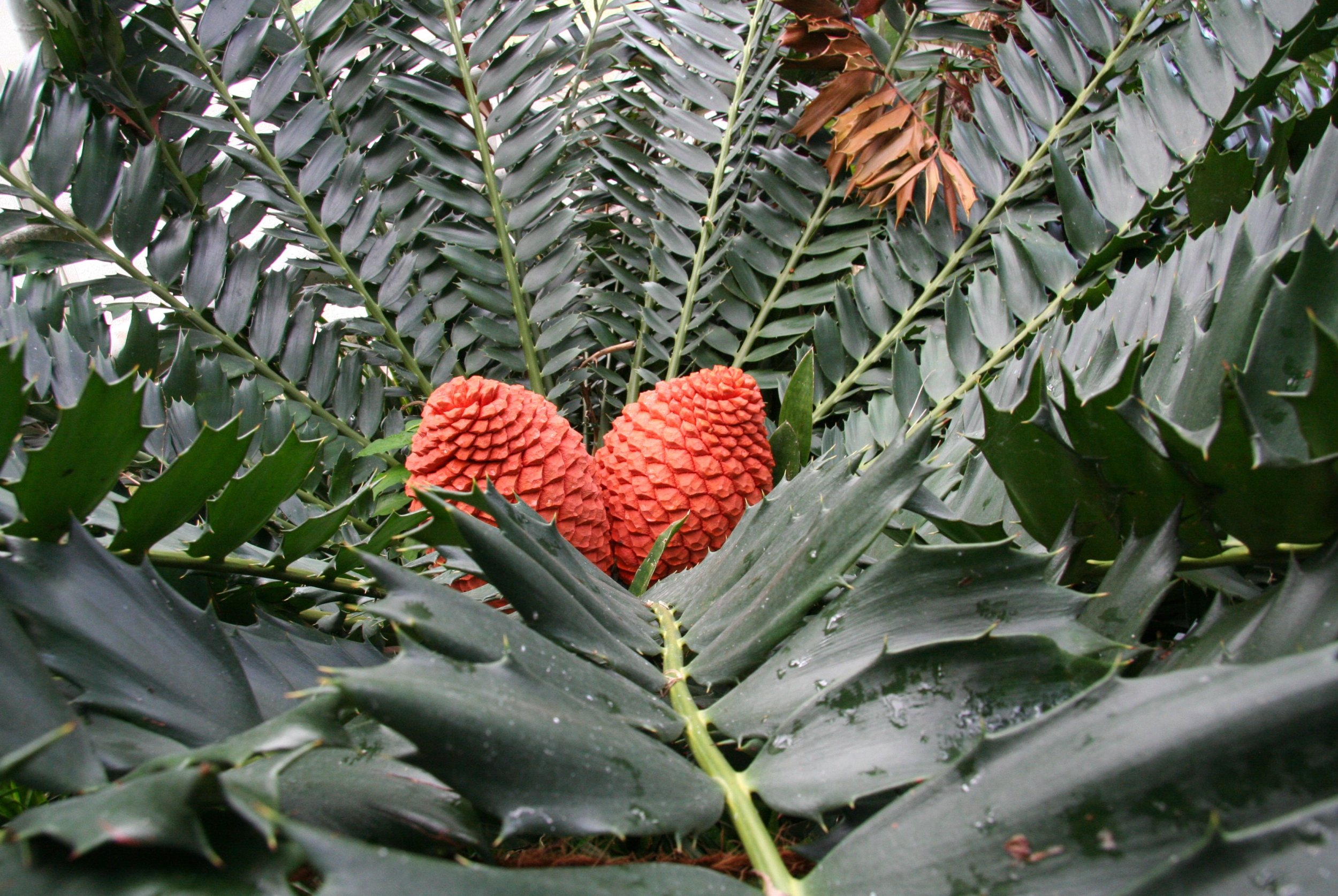
Шишки саговника Encephalartos ferox — одного из кормовых растений Antliarhinus zamiae

Самки используют головотрубку для прогрызания «шишек» саговников рода энцефаляртос (Encephalartos), чтобы отложить яйца в его семена. Каждое из семян покрыто сверху тройной защитной оболочкой и находится в глубине шишки саговника, образованной плотно сомкнутыми спорофиллами (чешуями). Сперва самка распрямляет ноги, откидываясь назад, и задирает голову максимально выше, чтобы головотрубка встала под нужным углом к саговнику. Затем самка медленно прогрызает «шишку» саговника, пока головотрубка не сможет погрузиться в неё по основания усиков. На прогрызание одного отверстия самка тратит от 20 до 60 минут. Процесс прогрызания тоннеля не всегда заканчивается благополучно, иногда головотрубка пружинит и самка, теряя сцепление с саговником, беспомощно виснет в воздухе вниз головой. Спустя какое-то время такой жук погибает. В случае же удачного прогрызания хода самка вытаскивает головотрубку из образовавшегося канала, разворачивается к нему задним концом тела и при помощи телескопического яйцеклада откладывает на его дно одно яйцо. Выйдя из яйца, личинка сразу начинает питаться эндоспермом семени, находясь в полной безопасности от хищников и неблагоприятных погодных условий. Уровень заражённости семян в отдельных случаях может достигать 80 %. Взрослые жуки выходят после созревания оставшихся семян, когда «шишка» саговника естественным образом распадается. После этого жуки дожидаются образования новых шишек, прячась в коре саговников, и, вероятно, могут подгрызать его ткани.